# Samuel Baldwin Rogers
Pour les articles homonymes, voir Samuel Rogers, Rogers, Baldwyn (homonymie) et Baldwin.
Samuel Baldwin Rogers ou Samuel Baldwyn Rogers (né en 1778, décédé en septembre 1863) est un libraire, pamphlétaire, éditeur, philosophe… mais aussi chimiste et métallurgiste gallois. Il commence sa carrière À Chepstow en fondant une petite échoppe de libraire, avant de travailler ponctuellement dans diverses usines sidérurgiques du Pays de Galles. Il y acquiert une certaine culture scientifique et suggère de nombreux projets techniques, dont un des rares à être concrétisé consiste en une amélioration du four à puddler d'Henry Cort. Cette invention, bien qu'elle ait été une étape décisive dans la généralisation du puddlage, n'enrichira pas son inventeur.

## Avocat du progrès technique
S'enthousiasmant pour les dernières avancées techniques, Rogers publie un certain nombre de pamphlets, la plupart publiés dans la Mining Railway and Commercial Gazette. Dès 1815, il recommande la construction d'un réseau ferroviaire de 1 000 miles drainant l'Angleterre et le Pays de Galles. Il propose ensuite la construction d'une ligne de chemin de fer transcontinentale de 10 000 miles reliant Londres à Canton : outre « les bienfaits de la civilisation se répandant sur la Terre », il garantit un retour sur investissement de 7 % par an. Il présente en 1845 ses arguments sur l'intérêt d'un immense pont de chemin de fer à l'embouchure de la Severn, qui relierait l'Angleterre et le Pays de Galles.
Quittant en 1820 le Pays de Galles pour Londres, où il restera une dizaine d'années, il publie de manière anonyme 7 articles dans le Monmouthshire journal. Pendant les 30 années suivantes, il s'exprimera fréquemment de cette manière, ou en adoptant divers pseudonymes.
En 1841, il exhorte les producteurs de charbon à édifier un réseau de gaz d'éclairage, « de Cardiff à Londres, via Gloucester », avec une nouvelle méthode de distribution.
Autodidacte, présentant la généralisation des dernières avancées techniques comme un moyen de lutte contre la pauvreté, le vagabondage, la criminalité, etc, ses pamphlets restent très éloignés du langage des entrepreneurs. Il leur reproche souvent leur manque de culture scientifique les rendant réticents aux innovations. N'ayant aucun moyen de faire progresser ses idées, il reste considéré comme un original.

## Contributions à l'industrie

### Premières inventions sur la cokéfaction
Employé en 1808 a l’Hydrogen Laboratory, il y améliore la production de coke et d'acide sulfurique. Il met au point en 1810 des pompes hydropneumatiques pour extraire le gaz des fours à coke. À Risca (en), en 1817, il reproduit cette modernisation et alimente ainsi les fours et les forges de l'usine. De même à Nantyglo (en), en 1838, son invention permet de récupérer 5 000 pieds cubes de gaz sur 8 petits fours à coke : après traitement, ce gaz est utilisé dans toute l'usine pour l'éclairage.
Il s'attache, dans ses pamphlets comme ses innovations, à valoriser les sous-produits de la fabrication du coke, dont il liste les composants et leurs usages. Il se plaint des directeurs d'usine, qui se contentent de la fabrication à  bas coût d'un produit de qualité médiocre, alors que la technique permet de diversifier les sources de revenus et d'améliorer la qualité tout en limitant l'effort dépensé.

### Amélioration du four de puddlage
En 1820, Rodgers commence la rédaction de son traité « An Elementary Treatise in Iron Metallurgy », qu'il publie en 1860, alors qu'il travaille pour la Nantyglo Ironworks. Dans cet ouvrage, il présente les meilleures manières de conduire les hauts fourneaux, des préparations d'additifs et de réactifs utilisés en sidérurgie, ainsi que des méthodes de captation et de valorisation des différents gaz sidérurgiques.
C'est dans cette usine de Nantyglo (en), et malgré les réticences de son directeur Crawshay Bailey (en), qu'il améliore le four à puddler de Cort en le dotant d'une sole de fonte refroidie,. N'ayant pas les moyens de faire bréveter son invention,, Rogers ne reçoit des compagnies sidérurgiques qui exploitent son invention que le surnom de Iron-bottom' Rogers (Rodgers à la sole - ou au cul - de fer). Vieillissant sans ressource, il bénéficie toutefois de la générosité de quelques maîtres de forges, dont Crawshay Bailey, qui l'entretient jusqu'à son décès et lui paie une sépulture convenable dans l'église de Llanfoist (en),,.